# Kybalion

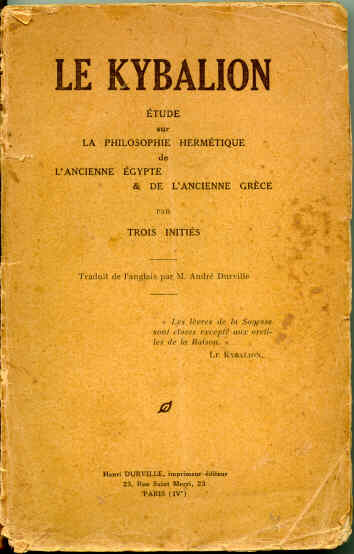
Okładka francuskiego wydania Kybalionu.

Kybalion – hermetyczny traktat z 1908 roku, autorstwa anonimowych osób, podpisujących się jako Trzej Wtajemniczeni. Zawartość tej książki ma być częścią nauk Hermesa Trismegistosa. Kybalion przedstawia filozofię hermetyzmu i siedem praw, na których się ona opiera.

## Siedem hermetycznych praw

### 1. Prawo mentalizmu[2]
„WSZYSTKO jest UMYSŁEM; Wszechświat jest Mentalny”.

### 2. Prawo zgodności[3]
„Tak jak na górze, tak i na dole; tak jak na dole, tak i na górze”.

### 3. Prawo wibracji[4]
„Nic nie spoczywa; wszystko jest w ruchu; wszystko wibruje”.

### 4. Prawo biegunowości[5]
„Wszystko jest podwójne; wszystko ma swoje bieguny; wszystko tworzy parę ze swoim przeciwieństwem; podobne i niepodobne są tym samym; przeciwieństwa są identyczne w swojej naturze, lecz różne w stopniu; skrajności się spotykają; wszystkie prawdy są jedynie półprawdami; wszystkie paradoksy da się pogodzić”.

### 5. Prawo rytmu[6]
„Wszystko płynie, na zewnątrz i do środka; wszystko ma swoje pływy; wszystkie rzeczy wznoszą się i upadają; ruch wahadła manifestuje się we wszystkim; miara wychylenia w prawo jest miarą wychylenia w lewo; rytm się kompensuje”.

### 6. Prawo przyczyny i skutku[7]
„Każda przyczyna ma swój skutek; każdy skutek ma swoją przyczynę; wszystko dzieje się według Prawa; przypadek to jedynie nazwa dla nierozpoznanego Prawa; istnieje wiele płaszczyzn przyczynowości, lecz nic nie wymyka się Prawu”.

### 7. Prawo rodzaju[8]
„Rodzaj jest we wszystkim; wszystko ma swoje męskie i żeńskie pierwiastki; rodzaj manifestuje się na wszystkich płaszczyznach”.